# 克拉科夫省 (1919-1939)
克拉科夫省 （Województwo krakowskie）是波蘭第二共和國時期的一個省。1938年時面積17,560平方公里，1931年人口2,300,100人。首府克拉科夫。
1939年時下分18縣。